# 韩俊 (1963年)
韩俊（1963年12月—），男，山东高青人，中华人民共和国政治人物、农村经济及农村发展研究专家，中国共产党党员。山东农业大学农业经济系本科毕业，西北农业大学农业经济系硕士、博士毕业，研究生学历，农学博士学位。现任中华人民共和国农业农村部党组书记、部长。曾任中共吉林省委副书记、吉林省人民政府省长、中共安徽省委书记、安徽省人大常委会主任等职务。中共二十届中央委员。

## 生平
1979年9月到1983年7月，在山东农业大学农业经济系学习，获学士学位。1983年9月到1986年7月，为西北农业大学（现西北农林科技大学）农业经济系硕士研究生。1986年7月到1989年5月，为西北农业大学农业经济系农业经济管理专业博士研究生，毕业获得农学博士学位。
1989年5月参加工作，任职于国务院农村发展研究中心，同年12月调到中国社会科学院农村发展研究所任职，历任《中国农村经济》杂志社编辑部副主任、主任、副总编、社长、副所长。2001年3月，任国务院发展研究中心农村经济研究部部长（其间，2006年3月到2007年1月，在中共中央党校第22期一年制中青年干部培训班学习）。2008年10月，任国务院发展研究中心党组成员、农村经济研究部部长。2010年11月，任国务院发展研究中心副主任、党组成员。
2014年10月，任中央财经领导小组办公室副主任、中央农村工作领导小组办公室副主任。2017年4月，兼任中央农村工作领导小组办公室主任。2018年2月24日，当选为第十三届全国人大代表。2018年3月，任新成立的农业农村部党组副书记、副部长，中央农村工作领导小组办公室副主任。
2020年11月，任中共吉林省委副书记，吉林省人民政府党组书记，副省长、代省长。2021年1月，当选为吉林省人民政府省长。2022年10月，当选为中国共产党第二十届中央委员会委员。
2023年3月，接替已调任国家发改委主任的郑栅洁，出任中共安徽省委书记。2024年1月，当选为安徽省人大常委会主任。
2024年6月，不再担任中共安徽省委书记，重回农业农村部并出任该部党组书记。7月26日，辞去安徽省人大常委会主任职务。2024年9月13日，正式任命为农业农村部部长。

## 荣誉
- 2000年获孙冶方经济科学奖论文奖[13]
- 2012年获孙冶方经济科学奖著作奖（共同作者）[14]